# Maupihaa
Maupihaa (Maupiha’a en tahitià normalitzat), o també Mopelia, és un atol del grup d'illes de Sotavent de les illes de la Societat, a la Polinèsia Francesa. Depèn administrativament de la comuna de Maupiti que es troba a 160 km al nord.

## Geografia
L'atol és de forma rodona i consisteix en una profunda llacuna central rodejada d'esculls en tres quartes parts. El costat de sotavent és un illot estret amb una vegetació densa. La superfície total és de 3,6 km². És una reserva natural protegida on es reprodueixen les tortugues marines. No té una població permanent, però rep residents temporals per recollir cocos.

## Història
Maupihaa va ser descobert, el 1767, per l'anglès Samuel Wallis. El nom colonial de l'atol era Lord Howe. Existeixen algunes restes arqueològiques polinèsies. El 1917 va ser cedit a una companyia per produir copra i va ser replantat de cocoters i s'hi van portar porcs i gallines. Entre 1997 i 1998 va ser devastat per dos huracans.